# Michael Binzer
Michael Binzer (* 3. Januar 1969 in Holbæk (Tveje Merløse Sogn)) ist ein ehemaliger dänisch-grönländischer Skilangläufer, Manager und Unternehmer.

## Familie
Michael Binzer wurde in Dänemark geboren und wuchs in Grönland auf. Er ist der Sohn von Lasse und Jette Binzer und der Enkel von Knud Otto Binzer (1913–1986), der Rektor des Ilinniarfissuaq war. Dieser war der Sohn des Kolonialverwalters Otto Rudolph Binzer (1871–1941) und seiner Frau Kathrine Balle (1881–1970), die die Schwester der Pröpste Frederik Balle (1871–1939) und Knud Balle (1877–1928) war. Ihr Vater war der Seminariumsleiter Nikolaj Edinger Balle (1839–1900) und seine grönländische Ehefrau Kathrine Justine Fleischer (1849–1918), eine Tante Knud Rasmussens (1879–1933). Mit seiner Frau Emilie Senderovitz hat er zwei Töchter (* 2003 und * 2006).

## Sportkarriere
Binzer nahm ab Mitte der 1980er bis 1999 an Rennen des Skilanglauf-Weltcups teil. Dabei erreichte er keine Platzierungen in den Punkterängen. Bei den nordischen Skiweltmeisterschaften 1989 in Lahti lief er auf den 85. Platz über 15 km Freistil, auf den 77. Rang über 15 km klassisch und auf den 14. Rang mit der Staffel. Seine besten Platzierungen bei den nordischen Skiweltmeisterschaften 1991 im Val di Fiemme waren der 46. Platz über 30 km klassisch sowie der 16. Rang mit der Staffel. Bei seinen ersten Olympischen Winterspielen im Februar 1992 in Albertville  kam er auf den 69. Platz über 10 km klassisch, auf den 64. Rang über 30 km klassisch und auf den 59. Platz in der Verfolgung. Im folgenden Jahr nahm er bei den nordischen Skiweltmeisterschaften in Falun an vier Rennen teil. Seine besten Ergebnisse dort waren der 51. Platz über 50 km Freistil und der 16. Rang mit der Staffel. Bei den Olympischen Winterspielen 1994 in Lillehammer belegte er den 66. Platz über 10 km klassisch, den 50. Rang in der Verfolgung und den 47. Platz über 30 km Freistil. Seine besten Resultate bei den nordischen Skiweltmeisterschaften 1995 in Thunder Bay waren der 38. Platz über 50 km Freistil und der 16. Rang mit der Staffel. Bei den Olympischen Winterspielen 1998 in Nagano lief er auf den 58. Platz über 30 km klassisch, auf den 46. Rang über 10 km klassisch und jeweils auf den 41. Platz über 50 km Freistil sowie in der Verfolgung. Letztmals international startete er bei den nordischen Skiweltmeisterschaften 1999 in Ramsau am Dachstein. Dort belegte er den 59. Platz über 10 km klassisch, den 50. Rang über 30 km Freistil und den 48. Platz in der Verfolgung.

## Wirtschaftskarriere
Um 2000 wurde er bei Air Greenland angestellt, bevor er nach sechs Jahren einen Direktionsposten bei einem Subunternehmen von SAS Scandinavian Airlines annahm. 2007 wurde er zum Direktor bei Air Greenland ernannt. Er erhielt den Posten ohne einen Bewerbungsprozess, was insofern für Verwundern sorgte, als dass er sich nur wenige Wochen zuvor in einer Reportage äußerst kritisch zu Nepotismus in Grönland geäußert hatte. Im Folgejahr kritisierte er die politisch motivierte Besetzung von Aufsichtsratsposten in den grönländischen Staatsunternehmen, womit er eine Debatte auslöste.
2013 verließ Michael Binzer Air Greenland nach sechs Jahren als Direktor und wechselte zu TELE Greenland. Aus Unzufriedenheit kündigte er bereits im Folgejahr. Kurz darauf gab er zu, einen vermeintlichen Universitätsabschluss in Wirtschaftswissenschaften angegeben zu haben, obwohl er das Studium wegen seiner Sportkarriere nie beendet hatte. Er nutzte die Gelegenheit, um zu kritisieren, dass dies nicht bereits in den 15 Jahren zuvor aufgefallen war, wo er verschiedene Direktorposten erhalten hatte, offenbar ohne genauere Prüfung seines Lebenslaufs. TELE Greenland kündigte daraufhin auch von ihrer Seite den Arbeitsvertrag, sodass Michael Binzer während der Kündigungsperiode keinen Lohn mehr erhielt.
Michael Binzer hat zudem zahlreiche weitere Posten in Aufsichtsräten inne. Von 1999 bis 2000 war er Aufsichtsratsmitglied beim Apussuit Skicenter, von 2002 bis 2003 bei KNI und Pisiffik und von 2007 bis 2009 bei Grønlands Rejsebureau und beim Hotel Arctic. Ab 2012 war er Vizevorsitzender bei Polar Seafood. Seit 2017 ist er als Unternehmensberater tätig. 2023 wurde er Aufsichtsratsvorsitzender von Polar Seafood.

## Teilnahmen an Weltmeisterschaften und Olympischen Winterspielen

### Olympische Spiele
- 1992 Albertville: 59. Platz 15 km Verfolgung, 64. Platz 30 km klassisch, 69. Platz 10 km klassisch
- 1994 Lillehammer: 47. Platz 30 km Freistil, 50. Platz 15 km Verfolgung, 66. Platz 10 km klassisch
- 1998 Nagano: 41. Platz 50 km Freistil, 41. Platz 15 km Verfolgung, 46. Platz 10 km klassisch, 58. Platz 30 km klassisch

### Nordische Skiweltmeisterschaften
- 1989 Lahti: 14. Platz Staffel, 77. Platz 15 km klassisch, 85. Platz 15 km Freistil
- 1991 Val di Fiemme: 16. Platz Staffel, 46. Platz 30 km klassisch, 53. Platz 50 km Freistil, 57. Platz 10 km klassisch
- 1993 Falun: 16. Platz Staffel, 51. Platz 50 km Freistil, 55. Platz 15 km Verfolgung, 56. Platz 30 km klassisch
- 1995 Thunder Bay: 16. Platz Staffel, 38. Platz 50 km Freistil, 53. Platz 15 km Verfolgung, 75. Platz 10 km klassisch
- 1999 Ramsau: 48. Platz 15 km Verfolgung, 50. Platz 30 km Freistil, 59. Platz 10 km klassisch